# Lasse Svan Hansen
Lasse Svan Hansen (Stevns, 31 de agosto de 1983) es un exjugador de balonmano danés que jugaba como extremo derecho. Su último equipo fue el SG Flensburg-Handewitt. Fue un componente de la selección de balonmano de Dinamarca.
Con la selección ha ganado la medalla de oro en los Juegos Olímpicos de Río de Janeiro 2016, en el Campeonato Europeo de Balonmano Masculino de 2012, en el Campeonato Mundial de Balonmano Masculino de 2019 y en el Campeonato Mundial de Balonmano Masculino de 2021.
También tiene varias medallas de plata, logradas en el Campeonato Mundial de Balonmano Masculino de 2011, en el Campeonato Mundial de Balonmano Masculino de 2013, en el Campeonato Europeo de Balonmano Masculino de 2014 y en los Juegos Olímpicos de Tokio 2020, y una medalla de bronce en el Campeonato Europeo de Balonmano Masculino de 2022.

## Palmarés

### GOG
- Liga danesa de balonmano (2): 2004, 2007
- Copa de Dinamarca de balonmano (3): 2002, 2003, 2005

### Flensburg-Handewitt
- Liga de Campeones de la EHF (1): 2014
- Copa de Alemania de balonmano (1): 2015
- Recopa de Europa de Balonmano (1): 2012
- Liga de Alemania de balonmano (2): 2018, 2019

## Clubes
- Sierslev HK (1995-2002)
- GOG (2002-2008)
- SG Flensburg-Handewitt (2008-2022)